# Build (silnik gry)
Build – silnik graficzny stworzony przez Kena Silvermana dla 3D Realms na potrzeby gier z gatunku first-person shooter, licencjonowany również innym producentom. Podobnie jak Doom engine, silnik Build wyświetla świat w postaci siatki z nałożonymi bitmapami, a do ukazania ruchomych obiektów (wrogów, animacji ognia) wykorzystuje tzw. sprite'y.

## Gry wykorzystujące Build engine
- William Shatner's TekWar (1995)
- Witchaven (1995)
- Duke Nukem 3D (1996)[2]
- PowerSlave (Exhumed w Europie) (1996)
- Witchaven II: Blood Vengeance (1996)
- Blood (1997)[2]
- Shadow Warrior (1997)
- Gry oparte na kodzie Duke Nukem 3D
  - Extreme Paintbrawl (1998)
  - NAM (1998)
  - Redneck Deer Huntin' (1998)
  - Redneck Rampage (1997)
  - Redneck Rampage Rides Again (1998)
  - World War II GI (1999)
  - Ion Fury (2019)[3]
- Gry niewydane
  - Legend of the Seven Paladins (ukończona, lecz nigdy nie wydana, silnik Build użyty nielegalnie)
  - Fate (nieukończona, dostępne demo)
  - Corridor 8: Galactic Wars (nieukończona, dostępny kod źródłowy)